# 白羊座38
白羊座38（38 Ari, 38 Arietis），是一颗位于白羊座的恒星，距离地球约125光年，视星等为5.17。